# Billion Dollar Babies
Billion Dollar Babies es el sexto álbum de estudio de la banda estadounidense de hard rock Alice Cooper, publicado en 1973. Tras su lanzamiento alcanzó la primera posición en las listas de Estados Unidos y Reino Unido, además de conseguir una certificación de platino de la RIAA. Recibió buenas críticas de Robert Christgau, Greg Prato de Allmusic y Jason Thompson de PopMatters, pero la revista Rolling Stone le concedió sólo dos estrellas y media de cinco. Las canciones fueron grabadas en el estado de Connecticut y en Londres (Reino Unido). Las letras abarcan temas como la necrofilia, el miedo a los dentistas, el horror y el acoso sexual.

## Grabación y producción

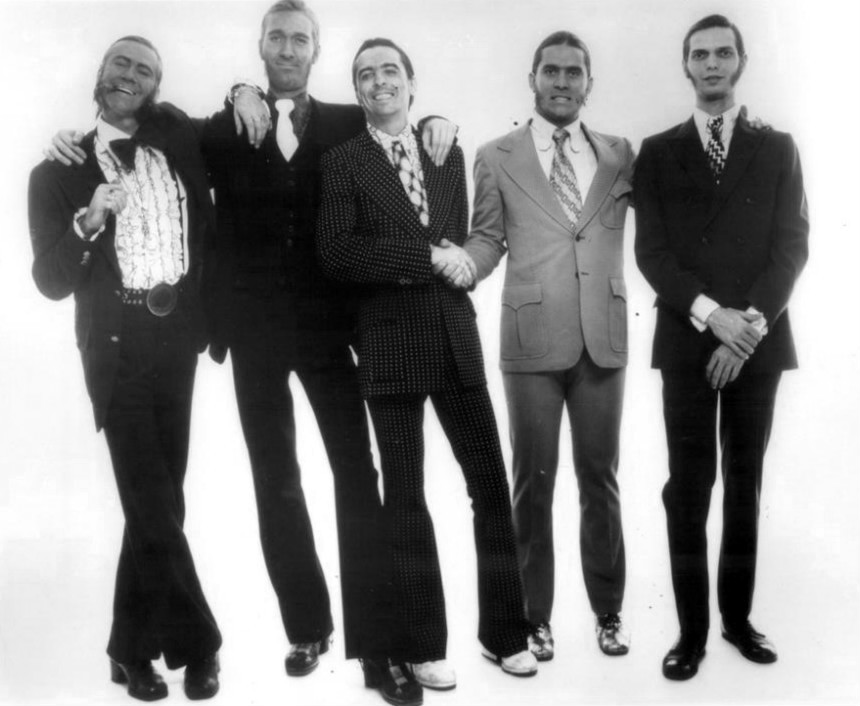
Fotografía promocional del grupo de 1973.

En palabras del batería Neal Smith: «Todo se remonta a la canción “Caught in a Dream” de Love It to Death. En aquel momento estábamos prediciendo nuestro futuro y nuestro presentimiento, Billion Dollar Babies, se hizo realidad. Pasamos de estar en un etapa en la que nadie pagaba un centavo por vernos a tener uno de los álbumes más vendidos de la historia».
Las primeras sesiones del álbum tuvieron lugar en Greenwich, Connecticut, en una mansión llamada Estate Galecie. Para lograr ciertos efectos sonoros y ecos, el vocalista Alice Cooper grabó las voces en salas de distinto tamaño y en un invernadero. El grupo se encargó de las otras sesiones en los estudios Morgan en Londres, donde el cantante Donovan registró su voz para el tema que da título al álbum. Bob Ezrin, quien ya había participado en anteriores trabajos de la banda, realizó la producción.
Glen Buxton y Michael Bruce grabaron sus pistas con Gibson SG. Dos guitarristas más, Dick Wagner y Steve Hunter, participaron en el álbum para suplir en algunas sesiones a Buxton, que en aquellos momentos tenía problemas con su adicción a las drogas.

## Temáticas de las letras y música
El título del álbum proviene de la sorpresa de la banda ante el éxito que habían alcanzado. Cooper relató: «¿Como podía esta banda que hace dos años vivía en un sótano en Watts ser el grupo número uno en todo el mundo, con gente que nos daba montones de dinero?». El título fue más tarde utilizado por Smith, Dunaway y Michael para dar nombre al proyecto formado tras su salida de Alice Cooper. El vocalista comentó: «La idea tras Billion Dollar Babies era explotar la sensación de que todos tenemos perversiones enfermas».
Cooper fue el principal compositor de las letras y citó a Chuck Berry como una influencia clave para esta tarea: «[Berry] era uno de mis letristas favoritos. La primera vez que escuché “Nadine” y “Maybellene” descubrí que esas canciones contaban historias. Siempre quise escribir relatos, tanto divertidos como dramáticos; la idea era que de quedaran compactados en tres minutos, lo cual es muy difícil de hacer». El canadiense Rolf Kempf compuso «Hello Hooray», la primera canción del álbum, que había sido grabada con anterioridad por Judy Collins. La banda quería versionarla porque sonaba «como si Alice Cooper hubiera descubierto el cabaret». El tercer tema, «Elected», es una nueva versión de una canción anterior del grupo, «Reflected». «Raped and Freezin» es, según el crítico de PopMatters Jason Thompson, «una canción divertida y pegadiza, inspirada en el acoso sexual». «Unfinished Sweet» trata sobre el pánico por una visita al dentista. La banda compuso el tema que da título al álbum junto a Reggie Vinson, quien había participado en la grabación del disco School's Out. El vocalista en esta pista, Donovan, la describió como una «historia de terror». «I Love the Dead», una canción sarcástica sobre la necrofilia, cierra el álbum.

## Gira

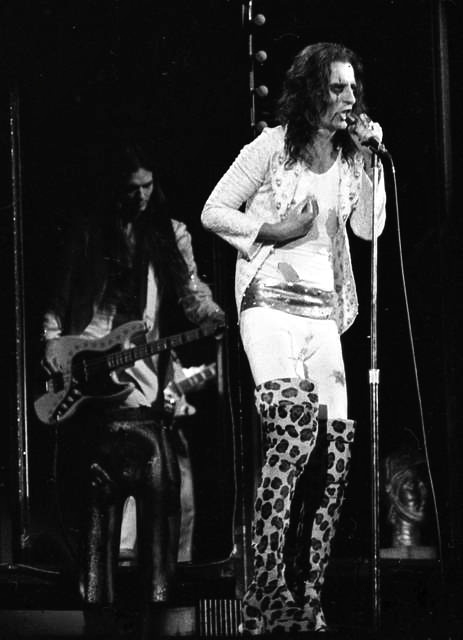
Alice Cooper actuando en directo en 1973 durante la gira promocional del álbum.

Tras el lanzamiento del álbum, la banda realizó una gira que batió el récord de ganancias en Estados Unidos, ostentado con anterioridad por The Rolling Stones. Durante noventa días, el grupo realizó sesenta y cuatro conciertos en cincuenta y nueve ciudades. Los ingresos brutos de la gira se estimaron cercanos a los veinte millones de dólares, aunque la banda sólo obtuvo cuatro millones.
Alice Cooper contrató al mago James Randi para diseñar los efectos del espectáculo. Randi además viajó con el grupo como supervisor y coordinador e incluso participó en el escenario como verdugo y dentista.
En las actuaciones en directo, Cooper llevaba ropa con marchas de sangre falsa, destrozaba muñecas con forma de bebé y atacaba maniquíes. El vocalista declaró más tarde que la mutilación de las muñecas era un símbolo del abandono infantil. Entre cuarenta y cincuenta personas trabajaron como empleados y fueron necesarias 26 000 libras para la preparación del escenario. El atrezzo incluía accesorios de dentista, cuatro látigos, una mesa de cirugía, seis hachas, 33 000 programas, 300 muñecas, 22 000 bengalas, cincuenta y ocho maniquíes, 280 bombillas, 6000 pedazos de espejo, catorce máquinas de burbujas y veintiocho galones de líquido de burbujas.

## Recepción e influencia
| Fuente           | Calificación |
| ---------------- | ------------ |
| Allmusic         | [ 1 ]        |
| PopMatters       | (Favorable)  |
| Robert Christgau | (B+)         |
| Rolling Stone    | [ 20 ]       |

Billion Dollar Babies fue comercialmente más exitoso que los anteriores trabajos de Alice Cooper y consiguió ser el primer álbum del grupo en llegar a la primera posición en las listas de Estados Unidos y Reino Unido. Todos los sencillos extraídos —«Elected», «Hello Hooray», «Billion Dollar Babies» y «No More Mr. Nice Guy»— lograron ingresar en el Billboard Hot 100. En marzo de 1973 logró la certificación de disco de oro de la RIAA y en octubre de 1986, la de platino.
Greg Prato, de Allmusic, concedió al álbum cuatro estrellas y media de cinco posibles y lo calificó como «no sólo uno de los mejores trabajos de Alice Cooper, sino uno de los mejores del rock de todos los tiempos. Un clásico por excelencia». Jason Thompson de PopMatters lo elogió y escribió que «es posiblemente el mejor álbum de los Alice Cooper originales». Sin embargo, la reseña de la revista Rolling Stone no fue demasiado positiva. Dicha publicación concedió al disco dos estrellas y media de cinco, y consideró que canciones como «I Love the Dead» eran «previsibles». El crítico Robert Christgau declaró que «es la obra más consistente del grupo». Daniel Bukszpan, autor del libro The Encyclopedia of Heavy Metal, lo catalogó como un «clásico» y escribió que «es posiblemente la mejor oferta de la banda original». Matt Parish, del sitio Sick Things, escribió: «Billion Dollar Babies abarca todo lo que era bueno en la juventud de los '70; la codicia, la lujuria, el sexo, las drogas y por último pero no menos importante, el rock and roll». La página Sputnikmusic lo calificó como el trabajo más «fuerte» del grupo y añadió que «es muy recomendable para cualquiera que disfrute del buen rock and roll clásico o para los que tratan de descubrir los anteriores trabajos de Alice Cooper».
Chris Cornell, de Soundgarden, dijo que el álbum se encuentra entre uno de sus favoritos. En una entrevista para la revista SPIN, en 1989, Cornell comentó: «Cuando estaba en la secundaria cada viernes los profesores dejaban que los alumnos lleváramos nuestros discos favoritos para escucharlos en clase. Un día llevé el Billion Dollar Babies y me prohibieron reproducirlo. Los profesores nunca habían rechazado un álbum con anterioridad. Fue entonces cuando supe que el rock'n roll podía asustar a ciertas personas». El grupo noruego Turbonegro compuso una canción titulada «Zillion Dollar Sadist» como un tributo al álbum. David Byrne de Talking Heads dijo que el disco fue una inspiración para escribir el tema «Psycho Killer».
Entre las bandas que han versionado temas de este álbum se encuentran Def Leppard, Samael, Death SS, Ayreon, Bruce Dickinson, Lizzy Borden y Megadeth, cuya interpretación de «No More Mr. Nice Guy» logró alcanzar la decimotercera posición en la lista de Reino Unido.
En 1974, la agencia Pacific Eye & Ear recibió una nominación al Grammy a la mejor presentación de grabación por su trabajo en el álbum.

## Lista de canciones
Cara A
| N.º | Título                  | Compositor/es                                           | Duración |  |
| 1.  | «Hello Hooray»          | Rolf Kempf                                              | 4:15     |  |
| 2.  | «Raped and Freezin'»    | Alice Cooper y Michael Bruce                            | 3:19     |  |
| 3.  | «Elected»               | Cooper, Bruce, Glen Buxton, Dennis Dunaway y Neal Smith | 4:05     |  |
| 4.  | «Billion Dollar Babies» | Cooper, Bruce, Smith y Reggie Vinson                    | 3:43     |  |
| 5.  | «Unfinished Sweet»      | Cooper, Bruce y Smith                                   | 6:18     |  |

Cara B
| N.º | Título                 | Compositor/es                          | Duración |  |
| 6.  | «No More Mr. Nice Guy» | Cooper y Bruce                         | 3:06     |  |
| 7.  | «Generation Landslide» | Cooper, Buxton, Bruce, Dunaway y Smith | 4:31     |  |
| 8.  | «Sick Things»          | Cooper, Bruce y Bob Ezrin              | 4:18     |  |
| 9.  | «Mary Ann»             | Cooper y Bruce                         | 2:21     |  |
| 10. | «I Love the Dead»      | Cooper y Ezrin                         | 5:09     |  |

Fuente: Discogs.

## Posición en las listas

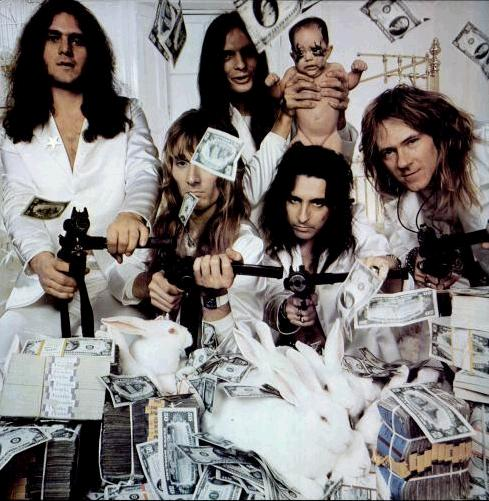
Fotografía promocional del sencillo «No More Mr. Nice Guy».

### Álbum
| País           | Lista                          | Mejor posición | Ref.   |
| -------------- | ------------------------------ | -------------- | ------ |
| Alemania       | German Albums Chart            | 9              | [ 36 ] |
| Australia      | ARIA                           | 3              | [ 37 ] |
| Austria        | Ö3 Austria Top 40              | 4              | [ 38 ] |
| Canadá         | Canadian Albums Chart          | 2              | [ 39 ] |
| Estados Unidos | Billboard 200                  | 1              | [ 2 ]  |
| Finlandia      | Mitä hittiä                    | 1              | [ 40 ] |
| Japón          | Oricon Album Chart             | 168            | [ 41 ] |
| Noruega        | VG-lista                       | 6              | [ 42 ] |
| Países Bajos   | Mega Album Top 100             | 1              | [ 43 ] |
| Reino Unido    | The Official UK Charts Company | 1              | [ 3 ]  |
| Suecia         | Albums Top 60                  | 2              | [ 44 ] |

### Sencillos
| País           | Lista                  | Mejor posición | Ref.      |           |           |           |           |           |           |           |           |           |           |
| «Elected»      | «Elected»              | «Elected»      | «Elected» | «Elected» | «Elected» | «Elected» | «Elected» | «Elected» | «Elected» | «Elected» | «Elected» | «Elected» | «Elected» |
| -------------- | ---------------------- | -------------- | --------- | --------- | --------- | --------- | --------- | --------- | --------- | --------- | --------- | --------- | --------- |
| Alemania       | German Singles Chart   | 3              | [ 45 ]    |           |           |           |           |           |           |           |           |           |           |
| Austria        | Ö3 Austria Top 40      | 3              | [ 38 ]    |           |           |           |           |           |           |           |           |           |           |
| Bélgica        | Ultratop 50            | 21             | [ 46 ]    |           |           |           |           |           |           |           |           |           |           |
| Canadá         | Canadian Singles Chart | 13             | [ 47 ]    |           |           |           |           |           |           |           |           |           |           |
| Estados Unidos | Billboard Hot 100      | 26             | [ 2 ]     |           |           |           |           |           |           |           |           |           |           |
| Francia        | Top 200 Singles        | 3              | [ 48 ]    |           |           |           |           |           |           |           |           |           |           |
| Irlanda        | Irish Singles Chart    | 8              | [ 49 ]    |           |           |           |           |           |           |           |           |           |           |
| Países Bajos   | Single Top 100         | 5              | [ 43 ]    |           |           |           |           |           |           |           |           |           |           |
| Reino Unido    | UK Singles Chart       | 4              | [ 50 ]    |           |           |           |           |           |           |           |           |           |           |
| «Hello Hooray» |                        |                |           |           |           |           |           |           |           |           |           |           |           |
| Alemania       | German Singles Chart   | 13             | [ 51 ]    |           |           |           |           |           |           |           |           |           |           |
| Austria        | Ö3 Austria Top 40      | 16             | [ 38 ]    |           |           |           |           |           |           |           |           |           |           |
| Bélgica        | Ultratop 50            | 19             | [ 46 ]    |           |           |           |           |           |           |           |           |           |           |
| Canadá         | Canadian Singles Chart | 18             | [ 52 ]    |           |           |           |           |           |           |           |           |           |           |
| Estados Unidos | Billboard Hot 100      | 35             | [ 53 ]    |           |           |           |           |           |           |           |           |           |           |
| Francia        | Top 200 Singles        | 58             | [ 48 ]    |           |           |           |           |           |           |           |           |           |           |
| Irlanda        | Irish Singles Chart    | 14             | [ 49 ]    |           |           |           |           |           |           |           |           |           |           |
| Países Bajos   | Single Top 100         | 6              | [ 43 ]    |           |           |           |           |           |           |           |           |           |           |
| Reino Unido    | UK Singles Chart       | 6              | [ 54 ]    |           |           |           |           |           |           |           |           |           |           |

| País                    | Lista                  | Mejor posición         | Ref.                   |                        |                        |                        |                        |                        |                        |                        |                        |                        |                        |
| «No More Mr. Nice Guy»  | «No More Mr. Nice Guy» | «No More Mr. Nice Guy» | «No More Mr. Nice Guy» | «No More Mr. Nice Guy» | «No More Mr. Nice Guy» | «No More Mr. Nice Guy» | «No More Mr. Nice Guy» | «No More Mr. Nice Guy» | «No More Mr. Nice Guy» | «No More Mr. Nice Guy» | «No More Mr. Nice Guy» | «No More Mr. Nice Guy» | «No More Mr. Nice Guy» |
| ----------------------- | ---------------------- | ---------------------- | ---------------------- | ---------------------- | ---------------------- | ---------------------- | ---------------------- | ---------------------- | ---------------------- | ---------------------- | ---------------------- | ---------------------- | ---------------------- |
| Alemania                | German Singles Chart   | 10                     | [ 55 ]                 |                        |                        |                        |                        |                        |                        |                        |                        |                        |                        |
| Austria                 | Ö3 Austria Top 40      | 14                     | [ 38 ]                 |                        |                        |                        |                        |                        |                        |                        |                        |                        |                        |
| Bélgica                 | Ultratop 50            | 20                     | [ 46 ]                 |                        |                        |                        |                        |                        |                        |                        |                        |                        |                        |
| Canadá                  | Canadian Singles Chart | 38                     | [ 56 ]                 |                        |                        |                        |                        |                        |                        |                        |                        |                        |                        |
| Estados Unidos          | Billboard Hot 100      | 25                     | [ 53 ]                 |                        |                        |                        |                        |                        |                        |                        |                        |                        |                        |
| Irlanda                 | Irish Singles Chart    | 18                     | [ 49 ]                 |                        |                        |                        |                        |                        |                        |                        |                        |                        |                        |
| Países Bajos            | Single Top 100         | 6                      | [ 43 ]                 |                        |                        |                        |                        |                        |                        |                        |                        |                        |                        |
| Reino Unido             | UK Singles Chart       | 10                     | [ 57 ]                 |                        |                        |                        |                        |                        |                        |                        |                        |                        |                        |
| «Billion Dollar Babies» |                        |                        |                        |                        |                        |                        |                        |                        |                        |                        |                        |                        |                        |
| Alemania                | German Singles Chart   | 30                     | [ 58 ]                 |                        |                        |                        |                        |                        |                        |                        |                        |                        |                        |
| Estados Unidos          | Billboard Hot 100      | 57                     | [ 53 ]                 |                        |                        |                        |                        |                        |                        |                        |                        |                        |                        |

## Certificaciones
| País           | Certificación | Ventas | Ref.   |
| -------------- | ------------- | ------ | ------ |
| Australia      | Oro           | 35 000 | [ 59 ] |
| Canadá         | Oro           | 50 000 | [ 60 ] |
| Estados Unidos | Platino       | 1 000  | [ 4 ]  |

## Créditos
| Alice Cooper - Alice Cooper – voz y armónica - Dennis Dunaway – bajo y coros - Glen Buxton – guitarra - Michael Bruce – guitarra, teclado y coros - Neal Smith – batería Músicos de sesión - Donovan – voz (en «Billion Dollar Babies») - Steve Hunter - guitarra - Mick Mashbir - guitarra - Dick Wagner - guitarra - Bob Dolin - teclado - David Libert - coros | Producción - Bob Ezrin - producción y teclados - Jack Douglas, Robin Black, Frank Hubach, Logan Jervis, Shelly Yakus, Ed Sprigg y Peter Flanagan - ingeniería - Greg Allen - dirección artística y diseño - Pacific Eye & Ear - diseño - Hugh Brown - dirección artística - David P. Bailey - fotografía y portada - Neal Preston y Lynn Goldsmith - fotografía - Brian Kehew - edición y mezcla |

Fuente: Allmusic